# Bozyamaç, Şemdinli
Bozyamaç là một xã thuộc huyện Şemdinli, tỉnh Hakkâri, Thổ Nhĩ Kỳ. Dân số thời điểm năm 2011 là 408 người.